# Tajogaite
Il Tajogaite è un vulcano situato nel comune di El Paso, sull'isola di La Palma, nelle Isole Canarie. Ha avuto origine nell'eruzione iniziata il 19 settembre 2021, la più recente sull'isola e nella geografia terrestre nazionale. Si è fermata il 13 dicembre 2021, dopo 85 giorni di attività, essendo la più lunga eruzione storica registrata sull'isola e la terza nell'arcipelago.